# Canalipalpata
Canalipalpata — інфраклас багатощетинкових червів, що складається з 31 родини прикріплених червів. Відомо багато глибоководних представників цієї групи, що живуть біля термальних джерел (наприклад погонофори).

## Опис

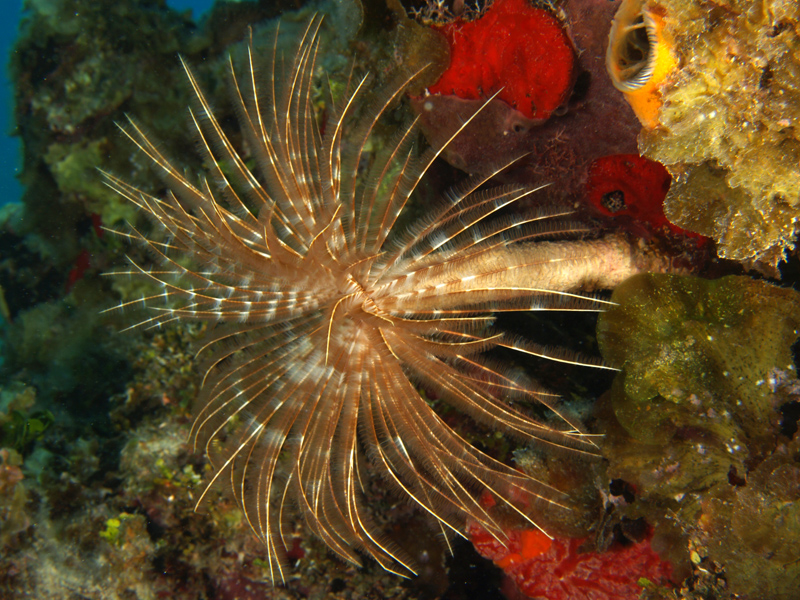
Sabellastarte magnifica

Canalipalpata немає зубів або щелеп. Більшість з них є фільтраторами. Головний відділ тіла, протосома, несе щупальця (від 1 до 2000), що оточені війками. Ці війки використовуються для транспортування частинок їжі до рота. Проте, війки були втрачені в погонофор.

## Скам'янілості
Найдавнішою скам'янілістю Canalipalpata є Terebellites franklini, що була знайдена в Ньюфаундленді з середини кембрію.

## Класифікація
Інфраклас Canalipalpata
- Ряд Sabellida
  - Родина Oweniidae
  - Родина Sabellariidae
  - Родина Sabellidae
  - Родина Serpulidae
  - Родина Siboglinidae
  - Родина Spirorbidae
- Ряд Spionida
  - Родина Apistobranchidae
  - Родина Chaetophteridae
  - Родина Longosomatidae
  - Родина Magelonidae
  - Родина Poecilochaetidae
  - Родина Spionidae
  - Родина Trochochaetidae
  - Родина Uncispionidae
- Ряд Terebellida
  - Родина Acrocirridae
  - Родина Alvinellidae
  - Родина Ampharetidae
  - Родина Cirratulidae
  - Родина Ctenodrilidae
  - Родина Fauveliopsidae
  - Родина Flabelligeridae
  - Родина Flotidae
  - Родина Pectinariidae
  - Родина Poeobiidae
  - Родина Sternaspidae
  - Родина Terebellidae
  - Родина Trichobranchidae
- Incertae sedis
  - Родина Polygordiidae
  - Родина Protodrilidae
  - Родина Protodriloididae
  - Родина Saccocirridae